# Anahita faradjensis
Anahita faradjensis là một loài nhện trong họ Ctenidae.
Loài này thuộc chi Anahita. Anahita faradjensis được Roger de Lessert miêu tả năm 1929.